# Ghadir al-Jumm
Ghadir al-Jumm (en árabe: غدیر الخم‎, «lago de Jumm») fue una laguna o marisma situada en una zona llamada Jumm entre La Meca y Medina. a unos 5 km de Al-Yuhfa (actualmente Rabigh). El agua procedía de una fuente y desaguaba en un uadi que llegaba hasta el mar, a unos 10 km.
Es famosa porque en este lugar Mahoma habría dicho ciertas palabras interpretadas como favorecedoras hacia Alí ibn Abi Tálib en tanto que líder de los musulmanes, conocidas como el hadith del lago de Jumm. Los suníes aceptan estas palabras, pero dicen que no implicaban nada más que un consejo de afecto por su primo y yerno. Los chiíes, en cambio, consideran que con sus palabras, el Profeta declaró inequívocamente a Alí como su sucesor y celebran el acontecimiento cada 18 de Dhu-l-hiyya, con una fiesta llamada Eid al-Ghadir. 

## Lugar de Ghadir al-Jumm
Ghadir al-Jumm, fue el nombre de una zona entre la Meca y Medina, situada en el camino de los peregrinos a la casa de Dios (Kaaba), y con una laguna y rebalse que le daban el nombre. Ghadir situado a unos 5 kilómetros de Al-Yuhfa y Al-Yuhfa situada a 64 kilómetros de la Meca es uno de los cinco Miqat, o un lugar declarado como se denomina a las estaciones en las que los peregrinos en el Hach se detienen, siendo un lugar para probar a hacer el Hajj. Ghadir al-Jumm por tener agua y árboles era un lugar propio para el descanso de caravanas. Pero tenía un oneroso calor.

## Historia de Ghadir al-Jumm
Cuando Mahoma regresaba del último Hach en el año 632, leyó un sermón sobre Ali Ibn Abi Tálib; Chiitas y Suníes tienen pensamientos diferentes acerca de este acontecimiento y este sermón. Según las narraciones de los dos grupos, Mahoma presentó a Ali como su sucesor y su hermano y quien tiene poder y autoridad como él mismo. Los chiitas toman la declaración al pie de la letra es decir, Ali es el sucesor de Mahoma y el primer Imán. Pero los suníes creen que esta declaración simplemente subraya a Ali como su primo y amigo y responsable después de la muerte del profeta del Islam y nada más.
Aparentemente, el primer historiador que inscribió este acontecimiento fue Yaqubi, un historiador chiita, en el siglo tercero después de la Hégira. 
María Massi Dakake dice: “Muchas fuentes sunitas han narrado el acontecimiento de Ghadir pero no aceptan que Ghadir argumente que Ali fue elegido como sucesor político del profeta de los musulmanes”. Las narraciones sobre Ghadir al-Jumm existen en tres libros y son: Mosnad Ahmad Ibn Hanbal, historia de las ciudades de Damishgh, de Ibn Askar y el libro Al-Bidayah y Al-Nahayah, de Ibn Kasir.
Del siglo II después de la Hégira, este acontecimiento se ha presentado como la razón principal por la sucesión de Ali Ibn Abi Tálib por los chiitas. Y se pueden ver unos argumentos sobre la sucesión de Ali Ibn Abi Tálib en el libro de Komit Ibn Ziyad Asadi y el libro de Salim Ibn Ghais (800 d. C.).

## Acontecimiento de Ghadir Al-Jumm para los chiitas
Desde el inicio del mes Du l-qa’da, el décimo año de la Hégira, el último año de la vida del profeta del Islam, avisó el profeta del Islam a todos los musulmanes de Arabia que Mahoma en este mes irá a la Meca y hará el Hajj y por eso la comunidad más grande fue formada. Y también el Hajj es famoso como Hajjat Al-Vada.
Al término del Hajj, Mahoma mandó ir a la congregación a Ghadir Al-Jumm. Incluso 12.000 de Yemen que para regresar a Yemen deberían ir por otra vía, por mandato de Mahoma fueron a Ghadir Al-Jumm con los otros musulmanes.
Entre la vía de La Meca a Medina en Ghadir Al-Jumm, una aleya del Corán fue descendida:
¡Oh, Mensajero! ¡Transmite lo que ha descendido a ti procedente de tu Señor! Y, si no lo haces, será como si no hubieses transmitido nada de Su mensaje y Dios te protegerá de las gentes. En verdad, Dios no guía a la gente que no cree. (El Corán 5:67) 
Después de descender esta aleya, el Mensajero de Dios, mandó a toda la gente que se reúna en Ghadir Al-Jumm. Incluso ordenó a sus compañeros volver a llamar a los musulmanes que se habían adelantado. Esperó a que los musulmanes que se habían quedado atrás se unan a ellos. Ordenó a Salman que prepare un púlpito con la ayuda de las rocas y utillajes de camello. Era mediodía y los musulmanes se habían atado la cabeza y las piernas a causa del calor. Los musulmanes habían comenzado a sentarse cerca del improvisado púlpito. El Profeta estuvo en este lugar por cerca de 5 horas. Y anunció la revelación de este nuevo versículo. Inmediatamente después, el Profeta llamó a Alí (su primo y su yerno), tomó su mano y la elevó para que la gente lo reconociera; enseguida dijo: “¡Oh, Gente! ¿Quién tiene primacía entre vosotros antes que vosotros mismos?” La muchedumbre contestó: “Dios y su Profeta saben más”. Entonces, el Profeta siguió diciendo: “De quien yo sea su Mawla (guía, líder religioso y político), éste, Alí, es su Mawla ¡Dios mío! Sé amigo de quien sea su amigo, y enemigo de su enemigo, y auxilia a quien lo auxilie, y humilla a quien lo humille, y haz morar la verdad con él donde se encuentre”.
Después de pronunciar estas palabras el Profeta pidió a sus acompañantes: “Que el que esté presente, lo comunique al que esté ausente”.
Inmediatamente después de este sermón, el Profeta recibió lo que sería la última revelación del Corán: “Hoy he completado para vosotros vuestra religión y he perfeccionado mi merced en vosotros, y me complazco para vosotros con el Islam como religión” (el Corán. 5:3)
Luego el Profeta anunció que se acercaba su muerte y le recomendó a los creyentes a que permanecieran aferrados al Corán y a Ahlulbayt.
Este hecho ha sido recogido por numerosos sabios de las dos escuelas (sunita y chiita). Allama Amini en su magnífica obra Al-Ghadir, lo recoge de 110 compañeros del Profeta. Los interesados pueden consultar esta obra o Al-Dur al-Manzur de Suyuti, entre otras.
El Hadîz Ghadîr es uno de los hadices mutiwâtir (se le llama así al hadîz que sus narradores fueron tantos que se considera verídico) en el ámbito islámico que fue registrado por los sabios chiíes así como por trescientos setenta sabios Ahlî Suníes, y cuyo documento registra a ciento diez de los Sahâbî (compañeros del Profeta), y veintiséis de los sabios islámicos escribieron libros respecto a este hadîz y sus documentos o sanad existentes.
Después de la proclamación hecha por el Profeta, muchos se acercaron a Alí para felicitar y ensolverlo por esta autoridad investida por el mismo Profeta, por inspiración divina.

### El libroAl-Ghadir
Según los dichos de María Massi Dakake, la mejor fuente de los Doce Imanes sobre el acontecimiento de Ghadir al-Jumm, es el libro Al-Ghadir de Abdol Hussein Amini. El libro se ha escrito en 12 volúmenes, y se han cogido los temas sobre Ghadir de sunitas y chiitas.
El tema principal de este libro es la discusión del Hadiz del estanque de Jumm según los documentos sunitas. Para hacerlo, Amini ha reunido las narraciones de 110 compañeros (Sahaba), así como 40 seguidores de Mahoma sobre el evento. A continuación, señala los Hadices relacionados narrados por 360 narradores entre los siglos 2 a 14 del calendario islámico. Dado que los musulmanes sunitas –a diferencia de los musulmanes chiitas– no consideran a Ali como el legítimo sucesor inmediato de Mahoma, Amini en su libro ha tratado de probar la sucesión de Ali basándose en documentos sunitas. Amini, al escribir el libro, viajó a diferentes países con el fin de aprovechar las bibliotecas de allí entre las que destacaron la India, Irak, Pakistán, Marruecos, Egipto y algunos otros.

## Acontecimiento de Ghadir al-Jumm para los sunitas
Este sermón también se ha narrado por los sunitas en sus libros:
"¡Oh, gente! Por cierto que sólo soy un ser humano al que se le acerca el momento en que debe responder la llamada de su Señor, para la cual estoy preparado. Dejo entre vosotros dos tesoros, el primero el Sagrado Libro de Dios que es guía y luz para los hombres, tomadlo en vuestras manos y aferraos a él"; entonces, recomendando a la gente que actuara como dice el Sagrado Libro continuó diciendo: "y mi descendencia que es la gente de mi casa. ¡Por Dios! os recuerdo a mi Ahl ul-Baît"; y terminó su sermón repitiendo tres veces esta frase.
El profeta dijo: “aquel de quien yo fuera su señor, éste es ‘Alî su señor”. (Y repitió esto tres veces).
Y en la transmisión de Áhmad ibn Hanbal –el Imam de los hanbalíes– se narró que repitió esta frase cuatro veces y tras ello dijo:
“¡Dios mío, sé amigo de quien sea su amigo, y enemigo de quien sea su enemigo, ama a quien le ame, y odia a quien le odie, auxilia a quien le auxilie, y abandona a quien le abandone, y haz que la verdad esté donde él se encuentre!”
Tras ello dijo:
“Todos los que hoy estuvieron presentes aquí, deben hacer llegar este mensaje a quienes no estuvieron”.
Todavía no se habían separado unos de otros que el Fiel de la Revelación (el Ángel Gabriel) hizo descender la siguiente aleya de parte de Dios:
«Hoy, os He perfeccionado vuestra religión, He completado Mis gracias para con vosotros y Me satisface para vosotros el Islam por religión». (El Corán, 5:3) 
Entonces el Enviado de Dios dijo:
“¡Al-lah-u Akbar! ¡Engrandecido sea Dios por haber perfeccionado la religión y por haber completado Sus mercedes! ¡El Señor se ha complacido de mi Mensaje y de la Wilayah (supremacía) de ‘Alî después de mí!”. 
Fue aquí que la gente se abalanzó hacia Amîr ul-Mu’minîn ‘Alî para felicitarlo, y entre quienes se adelantaron en felicitarlo fueron Abû Bakr y ‘Umar, quienes le dijeron:
“¡Bravo, bravo por ti, oh hijo de Abû Tâlib! ¡Te convertiste en mi señor y en el señor de todo creyente y de toda creyente!”. E Ibn ‘Abbâs dijo:
“¡Juro por Dios que tu Wilâyah se ha vuelto (de) obligatoria (aceptación) para la gente!”.